# Христианство в Португалии
Христианство в Португалии — самая распространённая религия в стране.
По данным исследовательского центра Pew Research Center в 2010 году в Португалии проживало 10,11 млн христиан, которые составляли 94,7 % населения этой страны. Энциклопедия «Религии мира» Дж. Г. Мелтона оценивает долю христиан в 2010 году в 89,9 % (9,65 млн верующих).
Крупнейшим направлением христианства в стране является католицизм. В 2000 году в Португалии действовало 6,7 тыс. христианских церквей и мест богослужения, принадлежащих 80 различным христианским деноминациям.
Помимо португальцев, христианами также являются большинство живущих в стране бразильцев, цыган, украинцев, румын, англичан, испанцев, галисийцев, немцев, молдаван, французов.

## Католицизм
В настоящий момент ок. 90 % населения Португалии являются католиками. Большинство из них придерживаются латинского обряда. Католическая церковь в стране включает в себя 3 митрополии, одну из них в статусе Патриархата, 17 епархий и один военный ординариат. По всей стране действует 4402 прихода.
В связи с увеличивающимся число работающих в стране украинцев, служение в Португалии начала Украинская грекокатолическая церковь. В настоящий момент церковь насчитывает 29 приходов в стране.
В Португалии также имеются весьма малочисленные общины неримских католиков. Апостольская епископальная церковь Португалии (старокатолики) и др.

## Протестантизм
Первая протестантская (англиканская) община в Португалии была создана в 1656 году для окормления живущих здесь британских подданных. Проповедь протестантизма среди португальцев была начата лишь в XIX веке. В это время в стране начали свою деятельность пресвитериане, реформаты, плимутские братья, методисты и баптисты. Во второй половине XIX века священники и миряне католической церкви, не согласные с решениями Первого Ватиканского собора, создали Лузитанскую церковь, которая позднее вошла в Англиканское сообщество.
В первой половине XX века в стране начали служение пятидесятники, вскоре ставшие крупнейшей протестантской конфессией. Со второй половины XX века в стране распространяется неопятидесятничество.
По данным издания «Операция мир» в 2010 году в Португалии проживало 373 тыс. протестантов. Большинство из них — это пятидесятники и неопятидесятники (289 тыс.). Самыми крупными церквами данной группы являются Всемирная церкви «Царство Божие» (130 тыс.), Ассамблеи Бога (80 тыс.) и возникшая в Португалии Христианской церкви «Maná» (50 тыс.).
Другими протестантскими конфессиями в стране, насчитывающими несколько тысяч верующих каждая, являются адвентисты, баптисты, Новоапостольская церковь, плимутские братья и англикане.

## Православие
В 2010 году численность православных в Португалии оценивалась в 60-80 тыс. человек. Численность православных заметно увеличилась за последние 25 лет в связи с массовой трудовой миграцией из стран Восточной Европы. В настоящее время в стране действует 17 приходов Константинопольской православной церкви (приходы подчиняются Испанской и Португальской митрополии). Русская православная церковь представлена 16 общинами Корсунской епархии и одним приходом в Лиссабоне в подчинении Женевской и Западноевропейской епархии РПЦЗ. В стране растёт число общин (8 приходов) Румынской православной церкви.
В Португалии имеются также сторонники неканонического православия. В первую очередь это Кафолическая православная церковь Португалии. В связи со значительной украинской эмиграцией, в Португалии появились приходы неканонических Украинской православной церкви Киевского патриархата и Украинской автокефальной православной церкви.

## Маргинальное христианство
По данным энциклопедии «Религии мира» Дж. Г. Мелтона в 2010 году в Португалии проживало 135 тыс. сторонников маргинального христианства.
Крупнейшей организацией маргинального христианства в Португалии являются Свидетели Иеговы, которые действуют в стране с 1925 года. Согласно данным самой организации в 2012 году на территории Португалии действовало 643 собрания, членами которых были 49 тыс. крещённых возвещателей.
Первые богослужения по мормонскому обряду были проведены в Португалии в нач. 1970-х для военнослужащих США. После Революции гвоздик Церкви Иисуса Христа святых последних дней было позволено начать свою деятельность в стране и уже к концу 1974 года в Лиссабоне была открыта первая миссия. В настоящее время по собственным данным церкви на территории Португалии действуют 74 конгрегации, прихожанами которых являются 42 тыс. человек.

## Экуменическое движение
С 1971 года в стране действует Португальский совет христианских церквей. Две португальские церкви (англикан и пресвитериан) являются членами Всемирного совета церквей. Консервативные евангельские церкви страны объединены в Португальский евангелический альянс, связанный со Всемирным евангельским альянсом.